# Jorge Nuno Silva

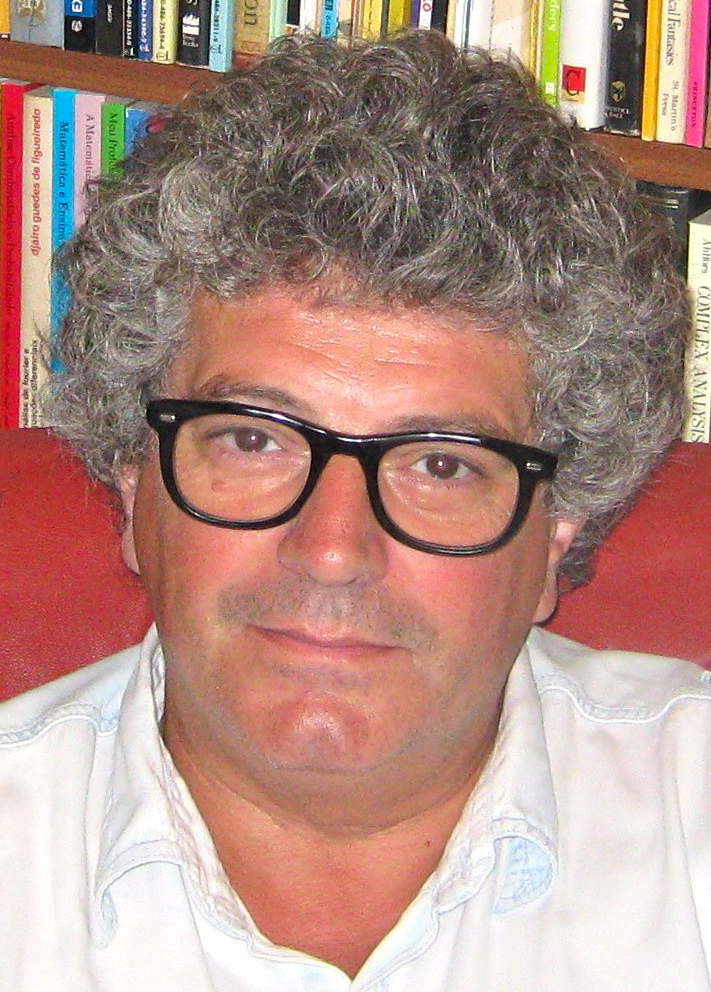
Jorge Nuno Silva

Jorge Nuno Monteiro de Oliveira e Silva (nascido em Viana do Castelo, no 18 de junho de 1956) é um matemático português que desenvolveu a sua carreira na Universidade de Lisboa de 1991 aposentando-se em abril 2023.
Os seus interesses incluem pedagogia matemática, história da matemática, história dos jogos de tabuleiro, jogos matemáticos e matemática recreativa. É o editor de Recreational Mathematics Magazine e Board Game Studies Journal.

## Educação
Em 1974, concluiu o ensino secundário no Liceu Nacional de Viana do Castelo. Em 1976/77, ingressou na Faculdade de Medicina da Universidade de Lisboa. Em 1983, obteve o grau de licenciado em Matemática Pura pela Faculdade de Ciências da Universidade de Lisboa (FCUL). Em 1991, obteve o grau de Master of Arts na UC Berkeley, escrevendo Some Notes on Game Bounds sob a direção de Elwyn Berlekamp. Em 1994, obteve o doutoramento na Universidade da Califórnia em Berkeley, com a dissertação Some Notes on the Theory of Hilbert Spaces of Analytic Functions on the Unit Disc, sob a orientação de Donald Sarason.

## Ensino
Desde 1995 até a sua aposentação em 2023 foi docente na Faculdade de Ciências da Universidade de Lisboa.
É também formador de professores da Associação Ludus e da Sociedade Portuguesa de Matemática.

## Promoção de Matemática
Em 1998 Silva escreveu os Berkley Problems of Mathematics com Paulo Ney De Souza, um compêndio de problemas amplamente utilizado por alunos de doutoramento em matemática pura. É presidente da Associação Ludus, uma associação sem fins lucrativos de divulgação da cultura e da história da matemática. É membro do Centro Interuniversitário de História das Ciências e da Tecnologia (CIUHCT).
Silva tem estado envolvido em esforços para popularizar a matemática em todo o mundo. Em 2009, numa entrevista a um jornal alemão, afirmou a sua filosofia orientadora: "A matemática é, pela sua própria natureza, o puro prazer de pensar, e o mesmo se aplica aos jogos de tabuleiro. Há uma falta de actividades desafiantes na nossa cultura ocidental. Os jogos podem colmatar esta lacuna; existem muitas inter-relações entre a matemática, a história e a cultura." Em entrevista ao Diário de Notícias disse: "Um dia será inventado um bom jogo para ensinar Matemática e o mundo vai mudar."
Silva é cofundador do Circo Matemático que, desde a sua fundação em 2011, já percorreu mais de uma dezena de países em quatro continentes popularizaando matemática.
Em Portugal ele teve um impacto considerável na matemática no ensino público e tem vindo a aparecer na Rádio e Televisão de Portugal (RTP) com especialista.

## Livros
- 2017: Proceedings of the Board Game Studies Colloquium (2017), ISBN 1977599338[14]
- 2013: Mathematical Games, Abstract Games (com João Neto), Dover Puzzle Books (19201398), ISBN 0486499901
- 1998: Berkeley Problems in Mathematics (com Paulo Ney de Souza), Springer (1998), ISBN 0387204296
- 1998: Some Notes on Game Bounds, Dissertation.com (1998), ISBN 1581120214[14]
- 1998: Some Notes on the Theory of Hilbert Spaces of Analytic Functions of the Unit Disc, Dissertation.com (1998), ISBN 1581120230[14]

## Papers
- "Konane has infinite nim-dimension" (with Carlos Pereira dos Santos) Integers: Electronic Journal of Combinatorial Number Theory, January 2008[11]
- "On Mathematical Games", The British Journal for the History of Mathematics: Bulletin 26 (2), (2011)
- "Composition Operators on a Local Dirichlet Space", (with  D Sarason), J. Ana. Math. 87, 433-450
- Breakfast with John Horton Conway, Newsletter of the European Mathematical Society 57, September 2005, pp. 32–34.
- Mathematical games in Europe around the year 1000, Gerbertus, Vol I, 2010, pp. 205–217
- Martin Gardner (1914-2010), Newsletter of the European Mathematical Society 79, March 2011, pp. 21–23
- Mathematics of Soccer, Recreational Mathematics Magazine 1, 2014 (with Alda Carvalho and Carlos Santos) http://rmm.ludus-opuscula.org/Home/ArticleDetails/92
- A very mathematical card trick, Recreational Mathematics Magazine 2, September 2014, pp. 41–52 (with Carlos Santos and Pedro Duarte)
- Nimbers in Partizan Games, Games of No Chance 4, R.J. Nowakowski (Ed.), MSRI Publications Series, Vol 63, 215–223, 2015 (with Carlos Santos)
- Allégorie de la Géométrie. A Mathematical Interpretation, Recreational Mathematics Magazine. Volume 3, Issue 5, Pages 33–45, ISSN (Online) 2182-1976, DOI: 10.1515/rmm-2016-0003, April 2016 (with Alda Carvalho and Carlos Pereira dos Santos)
- Measuring Drama in Goose-like Games, Board Game Studies Journal. Volume 10, Issue 1, Pages 101–119, ISSN (Online) 2183-3311, DOI: 10.1515/bgs-2016-0005, September 2016 (with João Pedro Neto)
- The geometer dog who did not know calculus, in The College Mathematics Journal, Vol. 48(5), November 2017 (with Alda Carvalho and Carlos Pereira dos Santos)
- Measuring Drama in Snakes & Ladders, in Game & Puzzle Design, vol. 3, no. 2, 2017, pp. 56–63. (with João Pedro Neto)
- Foundations of Digital Archæoludology, 31 May 2019 (with Cameron Browne et al.) http://arxiv.org/abs/1905.13516
- Mathematical Treasure: Gaspar Nicolas’s Tratado da Prática D’arismetyca, Convergence, MAA, July 2021, url: shorturl.at/afjHZ
- Playing Symmetries. Portuguese Sidewalks, in Symmetry: Art and Science | 12th SIS-Symmetry Congress [Special Issue]. Viana, V., Nagy, D., Xavier, J., Neiva, A., Ginoulhiac, M., Mateus, L. & Varela, P. (Eds.). Symmetry: Art and Science. Porto: International Society for the Interdisciplinary Study of Symmetry, 2022. (with Carvalho, A., Santos, C., Teixeira, T.)
- The Recreational Problems of Tratado de Prática Darysmetica by Gaspar Nicolas, 1519, Research in History and Philosophy of Mathematics (the CSHPM 2021 volume) 2023, pp. 47–56. (with Pedro Freitas)
- The Loterias Lisbonenses of Francisco Giraldes Barba, in British Journal for the History of Mathematics, 2023 DOI: https://doi.org/10.1080/26375451.2023.2258331 (with Pedro Freitas)